# 威廉·麦克雪利
威廉·麦克雪利 SJ（1799年7月19日—1839年12月18日）是美国天主教神父和19世纪美国耶稣会领袖，曾任乔治城大学校长。他的父母是爱尔兰移民，麦克雪利在乔治城学院学习期间加入耶稣会，是美国早期少数完成传统耶稣会培训的会士，随后到罗马参与圣职教育。他贡献许多重大发现，在耶稣会档案馆发现遗忘藏品，增进历史学家对早期欧洲移民定居马里兰州和该州印第安人部落的了解。
1833至1837年，麦克雪利当上马里兰省耶稣会首任省级会长，为1838年出售该省奴隶奠定基础。1837年他开始担任乔治城学院校长，并在1839年第二次当任省级会长，但因病情严重在数月后去世。

## 早年经历
1799年7月19日，威廉·麦克雪利在弗吉尼亚州查尔斯镇（今属西維吉尼亞州）出生，父亲叫理查德·麦克雪利（Richard McSherry），母亲叫安娜斯塔西娅·“安妮”·莉莉（Anastasia "Anne" Lilly），母亲婚后改随夫姓。威廉之名源于父亲的双胞胎兄弟。理查德生于爱尔兰唐郡圣若望角（St. John's Point，今属北爱尔兰），在牙买加经商发迹后于18世纪80年代移民美国，他把买下的庄园起名“退休”，以种植番茄、秋葵和水果为生。安娜斯塔西娅也是爱尔兰裔，与理查德在美国相识并于1791年7月31日结为连理。威廉的两个哥哥都进入哥伦比亚特区乔治城学院学习，他也在1813年11月6日入学，并于1815年2月6日在该校加入耶稣会开始见习期。1820年6月，威廉前往罗马学习哲学和神学，随行还有五名青年耶稣会士准备出任美国耶稣会教团要职，分别是：托马斯·穆勒迪、查尔斯·康斯坦丁·佩斯（Charles Constantine Pise）、詹姆斯·莱德、约翰·史密斯（John Smith）和乔治·芬威克（George Fenwick）。估计麦克雪利于1825或1826年在罗马当上神父。

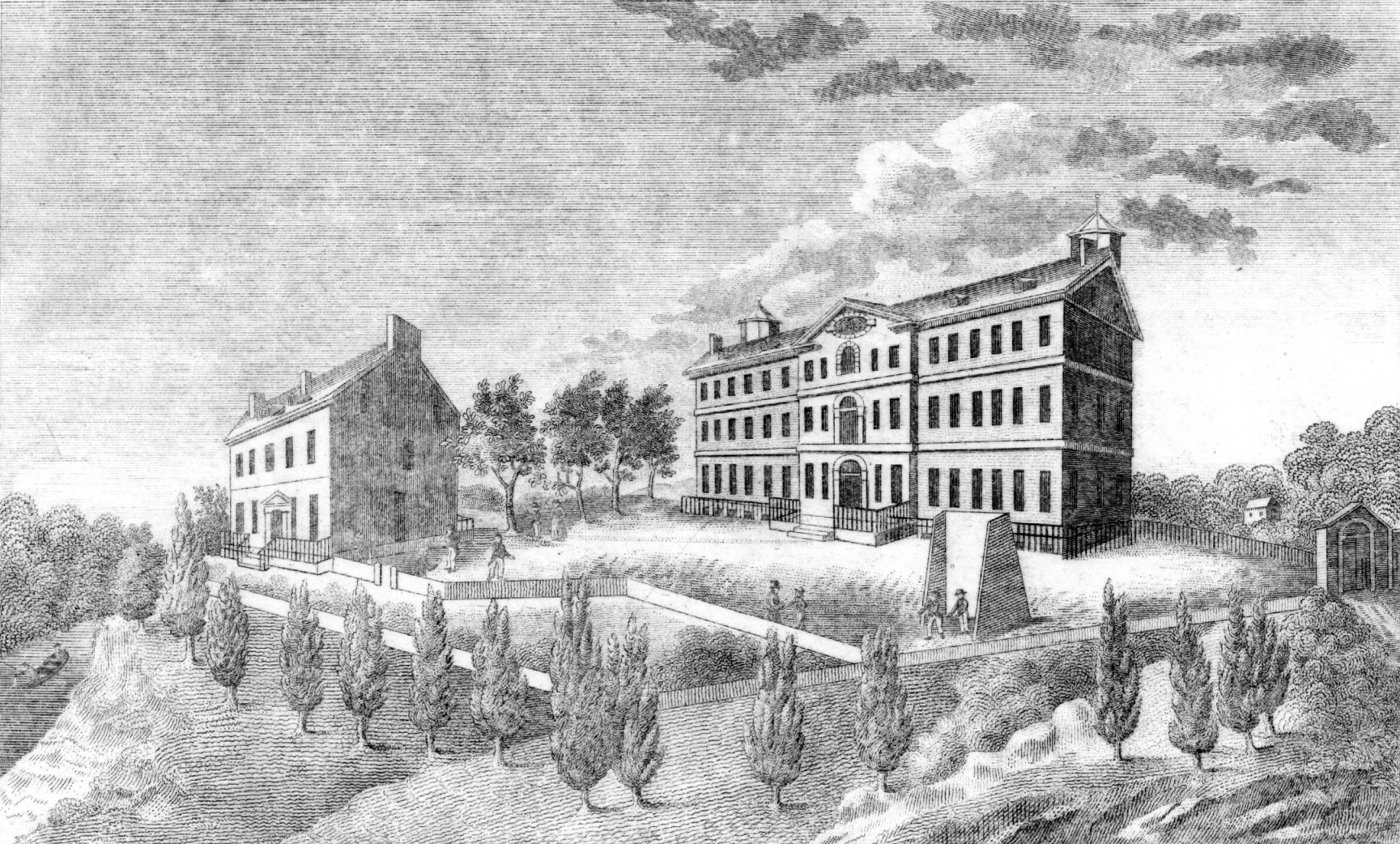
1829年的乔治城学院

麦克雪利在罗马的耶稣会档案馆发现遗忘藏品。安德鲁·怀特对“方舟号”（Ark）和“鸽号”（Dove）旅程的记载最为全面，在麦克雪利发现后出版。他还发现档案馆内唯一的马里兰州印第安人部落主题著作手稿。麦克雪利在宗座额我略大学学习，后于1826年受命到都灵的文学与医学院担任神职人员，接受扬·鲁坦（Jan Roothaan）领导，麦克雪利在此工作到1828年。
麦克雪利离开里窝那返回美国，这段旅程很不太平，持续171天之久，许多人一度担心船上三名耶稣会士遇难。1828年12月22日，麦克雪利终于抵达乔治城。第二年他当上乔治城学院人文学科教授并兼任学校神职人员、庶务员，1830年入职顾问神父。在此期间他还曾担任神学教授，兼管低年级班级。1831年10月至1832年6月，麦克雪利担任圣路易斯和密苏里河谷耶稣会宗座视察员彼得·肯尼（Peter Kenney）的助理。1832年，麦克雪利应召再赴罗马向耶稣会教团庄严宣誓，是美国早期少数完成耶稣会传统培训的会士。

## 马里兰省

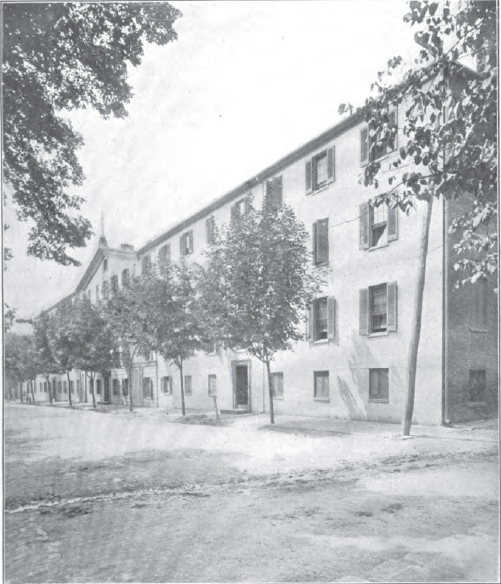
1833年在弗雷德里克建成的圣斯坦尼斯劳斯耶稣会士见习区

1832年8月14日，麦克雪利当选首位美国耶稣会传道团庶务员，肯尼不久后向耶稣会总会长申请把传道团升为耶稣会省并在8月28日获批。麦克雪利从纽约出发前往罗马了解如何建立新教会省。新省按马里兰州边境划分，1833年2月2日正式设立。
1833年2月7日，麦克雪利当选首任马里兰省耶稣会省级会长，同年7月8日正式就职。他很快就不得不面对乔治城学院累积的巨额债务，并处理学院存在的纪律问题。
麦克雪利担任省级会长期间主张把耶稣会士见习基地从乔治城迁至马里兰州弗雷德里克，以此减少开支，避免见习基地的巨额负债加重。不过，麦克雪利的提议直到任期结束后才落实，圣斯坦尼斯劳斯耶稣会士见习区1833年在弗雷德里克建成。
麦克雪利的任期结束时，马里兰省内学校因缺乏足够耶稣会士任教面临很大压力。不过，马里兰州、弗吉尼亚州和宾夕法尼亚州乡村的耶稣会教会遍地开花，麦克雪利对此功不可没。1835年，麦克雪利向总会长申请销售部分耶稣会农场和土地来支持传教被拒，1837年耶稣会在马里兰省各地拥有的土地已达5500公顷。1833年，第二届巴尔的摩省议会委托马里兰省管理新教会，教众都是获得自由后返回利比里亚的黑人。但马里兰省本来就人手不足，根本无法完成任务。过去由奴隶劳作的农场此时已无利可图，对马里兰省的财政困境雪上加霜。麦克雪利和穆勒迪不得不一起在1835年说服省议会同意出售省内奴隶。

### 出售奴隶
1836年，麦克雪利和马里兰省其他领导人考虑出售省内近三百名仍归耶稣会所有的奴隶。斯蒂芬·拉里格多勒·杜比森（Stephen Larigaudelle Dubuisson）起草文件正式评估此举的道德和经济利弊。农场无利可图，乔治城学院近来又上马诸多建设项目，导致财务问题日趋严重。
经过投票，领导层以六比四赞成出售奴隶，总会长鲁坦1836年10月27日批准，但要求买家承诺奴隶能继续信奉天主教，不将家人分离，让年老或生病的奴隶留在耶稣会接受照料。麦克雪利这段时间开始感到不适，有时无法履行职责，后来的事实证明他患上胃癌。
鲁坦1837年10月批准麦克雪利的辞职申请，穆勒迪继任省级会长，但麦克雪利又需接手穆勒迪的乔治城学院校长职务。麦克雪利因病情加重等原因没有及时向总会长通报马里兰省耶稣会事务，鲁坦对此颇为不满，还对穆勒迪管理学院的能力缺乏信心，所以看到麦克雪利的申请后顺水推舟调换职务。奴隶出售因1837年恐慌延迟，第二年才开始。1838年6月19日，路易斯安那州的杰西·巴蒂（Jesse Batey）与亨利·约翰逊（Henry Johnson）共买走272名奴隶，耶稣会教团对此大为不满，认为出售奴隶败坏道德，总会长之前提出的附加条件没有得到遵守，鲁坦对此大为光火。

## 乔治城学院

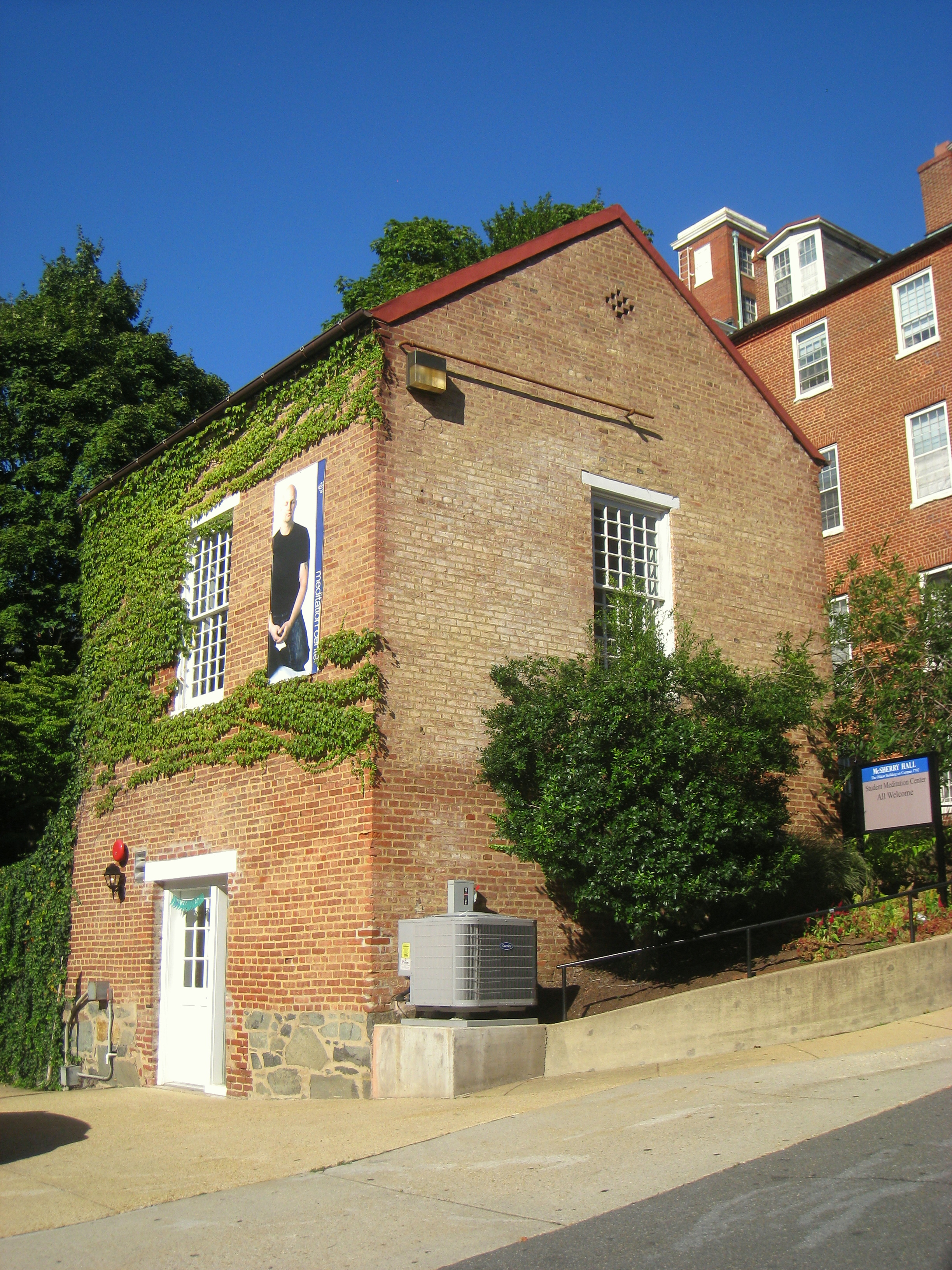
麦克雪利大堂2017年更名安妮·玛丽·贝克拉夫特大堂

身患癌症的麦克雪利1837年12月25日开始担任乔治城学院校长，面临穆勒迪遗留的近4.8万美元巨额债务。他增加招生人数、募集大笔捐款，把债务减至2.4万美元，虽然数额仍然不小，但至少更便于运作。奴隶销售丑闻东窗事发后，鲁坦于1839年命令麦克雪利接手穆勒迪的省级会长职务。穆勒迪前往巴黎向上级述职，马里兰省耶稣会再度推举麦克雪利担任省级会长，对麦克雪利病情严重、身体虚弱一无所知的鲁坦确认任命。

### 逝世和影响
1839年，身体急剧恶化的麦克雪利获许辞职，约瑟夫·洛佩兹继任乔治城学院校长。同年11月麦克雪利卧床不起，最后在12月18日与世长辞，年仅40岁。副省级会长弗朗西斯·齐泽罗辛斯基（Francis Dzierozynski）代理省级会长职务。医生因死因不明驗屍，结果在他胃部发现引起剧痛的肿瘤。麦克雪利的遗体葬在乔治城学院耶稣会社区公墓。
2015年，乔治城大学的麦克雪利大堂因学生抗议示威临时更名纪念堂，抗议原因是1838年出售奴隶一事。2017年，校长约翰·J·德吉奥亚宣布纪念堂更名安妮·玛丽·贝克拉夫特（Anne Marie Becraft）大堂。

## 脚注
1. 1 2  Perks.
2. ↑  Dodd & 1909，第40页
3. 1 2 3 4 5  Judge & 1959，第378–379页
4. 1 2  Ryan & 1904，第14页
5. 1 2  Curran & 1993，第108页
6. 1 2 3 4  Shea & 1891，第118页
7. ↑  Easby-Smith & 1907，第75页
8. ↑  Curran & 1993，第89页
9. ↑  Kuzniewski & 2014，第1页
10. 1 2  Shea & 1891，第119页
11. 1 2  Codignola & 2019，第137–138页
12. ↑  Curran & 1993，第109页
13. ↑  Shea & 1891，第77页
14. 1 2  Kuzniewski & 2014，第20页
15. ↑  Easby-Smith & 1907，第66页
16. ↑  Easby-Smith & 1907，第67页
17. ↑  Judge & 1959，第376–377页
18. 1 2  Judge & 1959，第381页
19. ↑  Judge & 1959，第378页
20. ↑  Judge & 1959，第383页
21. ↑  Campbell & 1903，第141页
22. ↑  Judge & 1959，第384页
23. ↑  Judge & 1959，第385–386页
24. ↑  Judge & 1959，第390页
25. ↑  Judge & 1959，第388页
26. ↑  Judge & 1959，第391页
27. ↑  Kuzniewski & 2014，第23页
28. ↑  Judge & 1959，第395页
29. ↑  Judge & 1959，第396页
30. ↑  Judge & 1959，第397–398页
31. 1 2  Kuzniewski & 2014，第24页
32. 1 2  Curran & 1993，第121页
33. 1 2  Judge & 1959，第399页
34. ↑  Buckley & 2013，第235–236页
35. ↑  Curran & 1993，第120页
36. ↑  agreement.
37. ↑  Kuzniewski & 1999，第29页
38. ↑  Curran & 1993，第119页
39. 1 2  Kuzniewski & 2014，第26页
40. ↑  Shea & 1891，第123页
41. ↑  Shea & 1891，第121页
42. ↑  Ryan & 1904，第16页
43. ↑  Burgoa 2018.
44. ↑  Hung & Puri 2015.
45. ↑  Scoville 2017.